# Тето Турутун Сотано (Кунео)
Тето Турутун Сотано је насеље у Италији у округу Кунео, региону Пијемонт.
Према процени из 2011. у насељу је живело 25 становника. Насеље се налази на надморској висини од 665 м.